# Белорусское общество глухих
Белорусское общество глухих ― общественная организация в Белоруссии.

## Создание Общества, его структура
Основано в августе 1931 года. Принимались глухие, глухонемые, тугоухие в возрасте от 16 лет. В БССР в составе общества на январь 1979 года было 6 областных, 11 межрайонных, более 300 первичных организаций. Общество имело 10 учебно-производственных предприятий — в Барановичах, Бобруйске, Борисове, Бресте, Витебске, Гомеле, Гродно, Минске, Могилёве, Орше, Дворец культуры в Минске, три Дома культуры, клубы, красные уголки, библиотеки. Общество организовывало кружки чтения с губ.

## Образовательные учреждения для глухих в БССР
В БССР до 1992 года было 6 дошкольных учреждений для детей глухих и со слабым слухом (3 в Минске, по одной в Бобруйске, Гомеле, Мозыре), 7 спецшкол-интернатов для детей со слабым слухом (Бобруйск, Витебск, Городея, Кобрин, Минск, Порозово, Речица), 6 спецшкол-интернатов для глухих детей (Верхнедвинск, Ждановичи, Минск, Мстиславль, Ошмяны, Пинск, Речица); работали 25 спецклассов при общеобразовательных школах, 3 вечерние (сменные) школы для взрослых глухих (Витебск, Гомель, Минск), отделение по обучению глухих при Гомельском машиностроительном техникуме, спецучилище профтехники в Минске.

## Областные организации
На 2012 год Общество имело областные организации: Брестское, Витебское, Гомельское, Гродненское, Минское, Могилёвское.
Общественное объединение «Белорусское общество глухих» является членом Всемирной федерации глухих.
Центральное правление Общества располагается в Минске по ул. Володарского 12. Председатель общества ― Сапуто Сергей Петрович.

## Изостудия
В 1964 году организована народная изостудия РДК имени Н. Ф. Шарко для глухих.